# Euxestocis satoi
Euxestocis satoi es una especie de coleóptero de la familia Ciidae.

## Distribución geográfica
Habita en Malasia.